# 김승주 (가수)
김승주(1998년 8월 26일 ~ )는 대한민국의 가수, 작곡가다. 2020년 싱글 [바다 바다 바다]로 데뷔했다.

## 방송
- 포커스 : Folk Us (2020) - Top16(14위)

## 음반
- 바다 바다 바다 (2020)
- 제32회 유재하 음악경연대회 (2021)